# 파리 디자인 위크
파리 디자인 위크는 프랑스 파리에서 열리는 디자인 행사로 약 10일간 진행되며, 패션을 포함한 장식품, 인테리어를 포함한 다양한 디자인 분야를 다루는 워크숍, 토론행사, 전시가 이루어지는 행사이다.